# 湯浅浪男
湯浅 浪男（ゆあさ なみお、1927年 - 1991年 ）は、日本でのキャリアを経て台湾に帰化した映画監督、脚本家、映画プロデューサー、元映画館経営者である。

## 人物
20年間におよぶ映画館勤務から小千谷東映支配人を経て、1962年（昭和37年）11月、映画製作会社第7グループ事務所を設立、興行畑から製作畑へ転向する。1964年（昭和39年）6月、岩佐 浪男（いわさ なみお）の名で監督デビュー、翌1965年（昭和40年）からは本名に戻し、黎明期の成人映画を量産、松竹との配給提携も行い、安藤昇の映画初主演作『血と掟』および初期出演作を監督する。1966年（昭和41年）に行った台湾との合作をきっかけに活動拠点を台湾に移し、1971年（昭和46年）6月、正式に帰化する。帰化後の本名は湯 慕華（とう ぼか、タン・ムーファ）。別名湯 淺あるいは湯 濳（とう せん）。
本項では日本での活動の長さと作品量に鑑み、表題を日本名とした。

## 来歴

### 興行から製作へ
1927年（昭和2年）、中華民国ハルビン特別市（現在の中華人民共和国黒竜江省ハルビン市）に生まれる。
内地に引き揚げた後、1940年代に映画館勤務を始め、1953年（昭和28年）2月に茨城県猿島郡古河町（現在の同県古河市）の新興館の経営が変わり、館名を古河セントラル劇場（経営・森田三郎、のちの古河オデオン）と変更、湯浅は26歳で同館の支配人に就任している。同館は戦前から存在する古い映画館で、新興館になる前は共楽館という館名であった。その後、1955年（昭和30年）には、古河セントラル劇場を退職して同県水戸市の水戸大映映画劇場（経営・間宮厚）に移籍、同館の支配人に就任している。同館支配人を8年間務め、1963年（昭和38年）には新潟県小千谷市の小千谷東映を経営、映画館で20年のキャリアを積む。
それに並行し、1962年（昭和37年）11月、映画製作会社として第7グループ事務所を設立、事務所を東京都港区赤坂新町（現在の赤坂7丁目5番34号）のリキビルに置き、湯浅は同社の代表を務めた。同社設立第一作として、成人映画『熱いうめき』を製作、監督として元新東宝の三輪彰を招いた。同作は、1963年（昭和38年）4月25日に公開された。三輪は、同作のあと『成熟への階段』（1963年11月公開）、『濡れた手』（1964年5月公開）を監督したがこれで降板し、1964年（昭和39年）6月に公開された『夜の魔性』については、湯浅が岩佐 浪男の名で監督した。翌1965年（昭和40年）1月に公開された湯浅の監督作『禁じられた遠い道』からは、本名に戻した。『日本映画発達史』の田中純一郎は、同書のなかで成人映画黎明期のおもな脚本家・監督として、若松孝二、高木丈夫（本木荘二郎の変名）、南部泰三、小林悟、新藤孝衛、糸文弘、小川欽也、小森白、山本晋也、宮口圭、深田金之助、藤田潤一、小倉泰美、浅野辰雄、渡辺護、片岡均（水野洽の変名）、福田晴一とともに、湯浅の名を挙げている。
事務所でスポーツ新聞に目を通していた湯浅は、安藤昇が書いた「安藤組解散の手記」を読んで、現金50万円を懐に安藤の自宅を訪問し、映画化権を取得して、『血と掟』の企画を実現する。当初は新東宝の俳優が主演する予定だったが、湯浅の熱意で安藤昇本人が出演することになった。。同作は松竹が配給して全国公開され、同年度の松竹の配給作品で最高の興行収入を上げている。以降、女優・桑野みゆきの父･齋藤芳太郎が主宰したCAGで安藤組関連のヴァイオレンス映画を数本監督し、松竹に供給することになる。1966年（昭和41年）6月に公開された『危険な戯れ』（主演松井康子）以降は、同じ赤坂の国際ビデオ（代表・建部博、1962年5月設立）と提携して、映画製作を行った。「独立プロ初の十大女優総出演による超大作」と銘打ち、香取環、松井康子、谷口朱里、可能かづ子、飛鳥公子、桂奈美、清水世津らが出演した成人映画『悲器』（1966年9月公開）からは、国映（代表・矢元照雄、1957年6月設立）と提携した。同年11月、台湾との合作『母ありて命ある日に』をきっかけに台湾に渡った。
台湾では、同年中に『霧夜的車站』および『東京流浪者』を公開し、日本に増して劇場用映画を量産しており、1969年（昭和44年）には台湾（中華民国）への帰化を申請している。両作には東條民枝（旧名・君和田民枝）、神原明彦、山本昌平、津崎公平、川辺健三、当時湯浅の助監督であった安藤達己（1938年 - 2013年）が出演しており、津崎は『青春悲喜曲』『懐念的人』、安藤は『難忘的大路』にも出演している。1970年（昭和45年）には、同地において1967年（昭和42年）に公開されていた『大忍術映画 ワタリ』（監督船床定男、日本公開1966年7月21日）で絶大な人気を得た少年俳優金子吉延を日本から招聘し、金子を主演に『神童桃太郎』『桃太郎斬七妖』の2作を製作、湯浅はこれを湯 慕華の名で監督している。1971年（昭和46年）6月、正式に帰化する。
『日本映画監督全集』の湯浅の項を執筆した山根貞男は、1975年（昭和50年）の夏に日本に一時帰国、その後、台湾に戻ったという話を伝えているが、その後の消息は不明である。台湾で22作の劇場用映画を監督、あるいは脚本提供していることがわかっている。『悲器』の撮影技師であり、ともに台湾に渡り、『霧夜的車站』等の撮影をした中條伸太郎（1934年 - 2001年）は、2001年（平成13年）7月2日に台北で亡くなっており、湯浅の助監督を務め、台湾では俳優として出演した安藤達己も、2013年（平成25年）2月7日に亡くなった。
湯浅浪男は、平成3年4月22日に65才で亡くなり、横浜戸塚区にあるメモリアル・グリーンで眠っており、墓守は養子の義勝が行っている。
台北では、(財)国家電影中心が熱心に資料を残している。

### 再評価
2009年（平成21年）3月14日 - 同年5月15日にラピュタ阿佐ヶ谷で行なわれた「60年代まぼろしの官能女優たち」の特集上映で、監督作『悲器』（主演・香取環、松井康子、同年5月9日 - 同15日）が16mmフィルムヴァージョンで上映された。
台湾では『懐念的人』、『朱洪武續集劉伯温傳』、『甘羅拜相』等がDVD化されている。

## フィルモグラフィ
特筆以外のクレジットはすべて「監督」、名義は特筆以外はすべて「湯浅浪男」名義である。東京国立近代美術館フィルムセンター（NFC）等の所蔵状況についても記す。

### 日本
- 『熱いうめき』 : 企画久我誠道、監督三輪彰、脚本三木康士、主演五所怜子、製作第7グループ事務所、1963年4月25日公開（成人映画・映倫番号 13190） - 製作
- 『成熟への階段』 : 監督三輪彰、主演内田礼子、製作第7グループ事務所、1963年11月公開（成人映画・映倫番号 13452） - 製作
- 『濡れた手』 : 製作並木謹也・関博・磯木保守、監督三輪彰（岡田三八雄とも）、主演生田三津子、製作第7グループ事務所、配給新東宝映画、1964年5月公開（成人映画・映倫番号 13618） - 脚本（三輪彰とも）・原作、「岩佐浪男」名義
- 『夜の魔性』 : 製作関博・磯木保守、主演森島みどり、製作第7グループ事務所、1964年6月公開（成人映画・映倫番号 13495） - 監督（川島始郎とも）・原作・脚本、「岩佐浪男」名義
- 『夜の裸を探せ』 : 製作関博・磯木保守、監督吉村大介（川島始郎とも）、主演林杏子・戸塚茂子、製作第7グループ事務所、配給新東宝映画、1964年6月公開（成人映画・映倫番号 13551） - 脚本（吉村大介とも）・原作、「岩佐浪男」名義

- 『禁じられた遠い道』 : 製作松本圭石、企画関博、主演華村明子、製作第7グループ事務所、1965年1月公開（成人映画・映倫番号 13814） - 監督・脚本
- 『性宴』 : 製作吉原繁子、企画関博・磯木保守、主演香取環、製作第7グループ事務所、1965年3月公開（成人映画・映倫番号 13898） - 監督・脚本
- 『牝蜂』 : 主演香取環、製作第7グループ事務所、1965年4月公開（成人映画・映倫番号 13942）
- 『血と掟』 : 製作吉原繁子、企画関博・磯木保守、原作・主演安藤昇、製作第7グループ事務所、配給松竹、1965年8月29日公開（成人映画・映倫番号 14062） - 監督・脚本
- 『やさぐれの掟』 : 製作木村裕三・斎藤芳朗、主演高宮敬二、製作CAG、配給松竹、1965年9月30日公開（成人映画・映倫番号 14184） - 監督・脚本
- 『逃亡と掟』 : 製作斎藤芳朗、企画・原作・主演安藤昇、製作CAG、配給松竹、1965年11月20日公開（成人映画・映倫番号 14233） - 監督・脚本
- 『顔を貸せ』 : 製作斎藤芳朗、主演高宮敬二、製作CAG、配給松竹、1966年2月19日公開（成人映画・映倫番号 14325） - 監督・小林久三・林朗と共同で脚本

- 『医学カードより・お電話頂戴』（『お電話頂戴』） : 監督若松孝二、主演路加奈子、製作第七グループ・若松プロダクション、配給新東宝映画、1966年4月公開（成人映画・映倫番号 14479） - 脚本
- 『東京無宿』 : 製作斎藤芳朗・瀬島光雄、主演藤岡弘、製作CAG、配給松竹、1966年5月14日公開（映倫番号 14396） - 監督・脚本
- 『危険な戯れ』 : 主演松井康子、製作・配給国際ビデオ、1966年6月公開（成人映画・映倫番号 14544） - 監督・脚本
- 『非行少女の群れ』 : 主演北御門杏子、製作・配給国際ビデオ、1966年7月公開（成人映画・映倫番号 14577）
- 『夜は憎い』 : 主演火鳥こずえ、製作・配給国際ビデオ、1966年9月公開（成人映画・映倫番号 14645）
- 『悲器』 : 製作矢元照雄、企画朝倉大介、撮影中條伸太郎、主演香取環・松井康子、製作湯浅プロダクション、配給国映、1966年9月公開（成人映画・映倫番号 14669） - 監督・脚本、16mmフィルム版プリントが現存[19]、ハミングバードがVHS発売
- 『母ありて命ある日に』 : 1966年11月製作（日本・台湾合作・未完成）
- 『悪女志願』 : 主演清水世津、製作・配給国映、1966年11月公開（成人映画・映倫番号 不明）
- 『狂った挑発』 : 主演清水世津・水城リカ、製作湯浅プロダクション、配給国映、1966年12月公開（成人映画・映倫番号 14711） - 監督（安藤達己と共同とも）

### 台湾
公開年月日はすべて台湾でのものである。
- 『霧夜的車站』（『霧夜的火車站』[7]） : 撮影中條伸太郎[7][23]、出演東條民枝・神原明彦・山本昌平・津崎公平・安藤達己、製作永裕有限公司、1966年公開 - 監督・脚本
- 『東京流浪者』 : 出演東條民枝・神原明彦・山本昌平・津崎公平・安藤達己、製作永芳有限公司、1966年公開 - 監督・脚本
- 『青春悲喜曲』 : 撮影中條伸太郎[7]、出演津崎公平、製作永裕有限公司、1967年6月5日公開 - 監督・脚本
- 『尋母到東京』 : 製作新亞有限公司、1967年公開 - 監督・脚本
- 『懐念的人』 : 撮影中條伸太郎[7]、出演津崎公平、製作永新有限公司、1967年7月22日公開 - 監督・脚本、豪客唱片がDVDを発売
- 『難忘的大路』 : 出演安藤達己、製作永新有限公司、1967年8月6日公開 - 監督・脚本
- 『絶唱』 : 製作新亞有限公司、1967年製作（公開情報不明[6]） - 監督・脚本
- 『法網難逃』 : 製作永裕有限公司、1968年公開 - 監督・脚本

- 『往日的舊夢』 : 監督徐守仁、製作永裕有限公司、1968年公開 - 脚本、「湯淺」名義
- 『妙夫妙妻』 : 監督辛奇、製作永裕有限公司、1968年公開 - 脚本、「湯淺」名義
- 『天使與狼』（『狼與天使』[7]） : 製作現代電影電視實驗中心、1968年公開 - 監督、「湯濳」名義
- 『飛龍王子破群妖』 : 製作國民教育有限公司、1969年公開 - 監督、「湯慕華」名義

- 『戰国春秋』 : 製作國民教育有限公司、1970年製作（公開情報不明[6]） - 監督、「湯慕華」名義
- 『洛陽橋』 : 製作國藝公司、1970年製作（公開情報不明[6]） - 監督、「湯慕華」名義
- 『小飛侠』 : 製作現代電影電視實驗中心、1970年公開（1967年公開とも[7]） - 監督、「湯濳」名義
- 『神童桃太郎』 : 脚本大竺、主演金子吉延、製作國民教育有限公司、1970年公開 - 監督、「湯慕華」名義
- 『桃太郎斬七妖』 : 脚本大竺、主演金子吉延、製作錦華有限公司、1970年公開 - 監督、「湯慕華」名義
- 『二郎神楊戩』 : 製作錦華有限公司、1970年公開 - 監督、「湯慕華」名義
- 『魔笛神童』 : 製作錦華有限公司、1970年公開 - 監督、「湯慕華」名義
- 『甘羅拜相』 : 製作台旭影業社、1971年3月9日公開 - 監督、「湯慕華」名義、台旭電影事業がDVDを発売
- 『妙想天開』 : 製作朝陽昇有限公司、1971年公開 - 監督・脚本、「湯慕華」名義
- 『朱洪武續集劉伯温傳』 : 製作台旭有限公司、1971年12月31日公開 - 監督、「湯慕華」名義、台旭電影事業がDVDを発売